# Bogd Khan Uul
Pour les articles homonymes, voir Bogd (homonymie).
Bogd Khan Uul (mongol : Богд хан уул, littéralement « montagne du Saint Khan »), connue aussi sous le nom de Choybalsan Uul, est une montagne située dans les monts Khentii dans l'aïmag de Töv en Mongolie.
Bogd Khan Uul, avec un ensemble de six autres montagnes, ont été ajoutées à la liste indicative du patrimoine mondial de l'Unesco sous le nom de Montagnes sacrées de Mongolie, catégorie culturelle, le 6 août 1996.
Elle est située dans la réserve de biosphère de Bogd Khan Uul.